# Pandaridae
Pandaridae é uma família de copépodes pertencentes à ordem Siphonostomatoida.

## Géneros
Géneros (lista incompleta):
- Achtheinus Wilson, 1908
- Amaterasia Izawa, 2008
- Cecrops Leach, 1816